# SN 2006if
SN 2006if – supernowa typu Ia odkryta 11 września 2006 roku w galaktyce A221451-1003. W momencie odkrycia miała maksymalną jasność 19,50m.